# 21st Century Breakdown

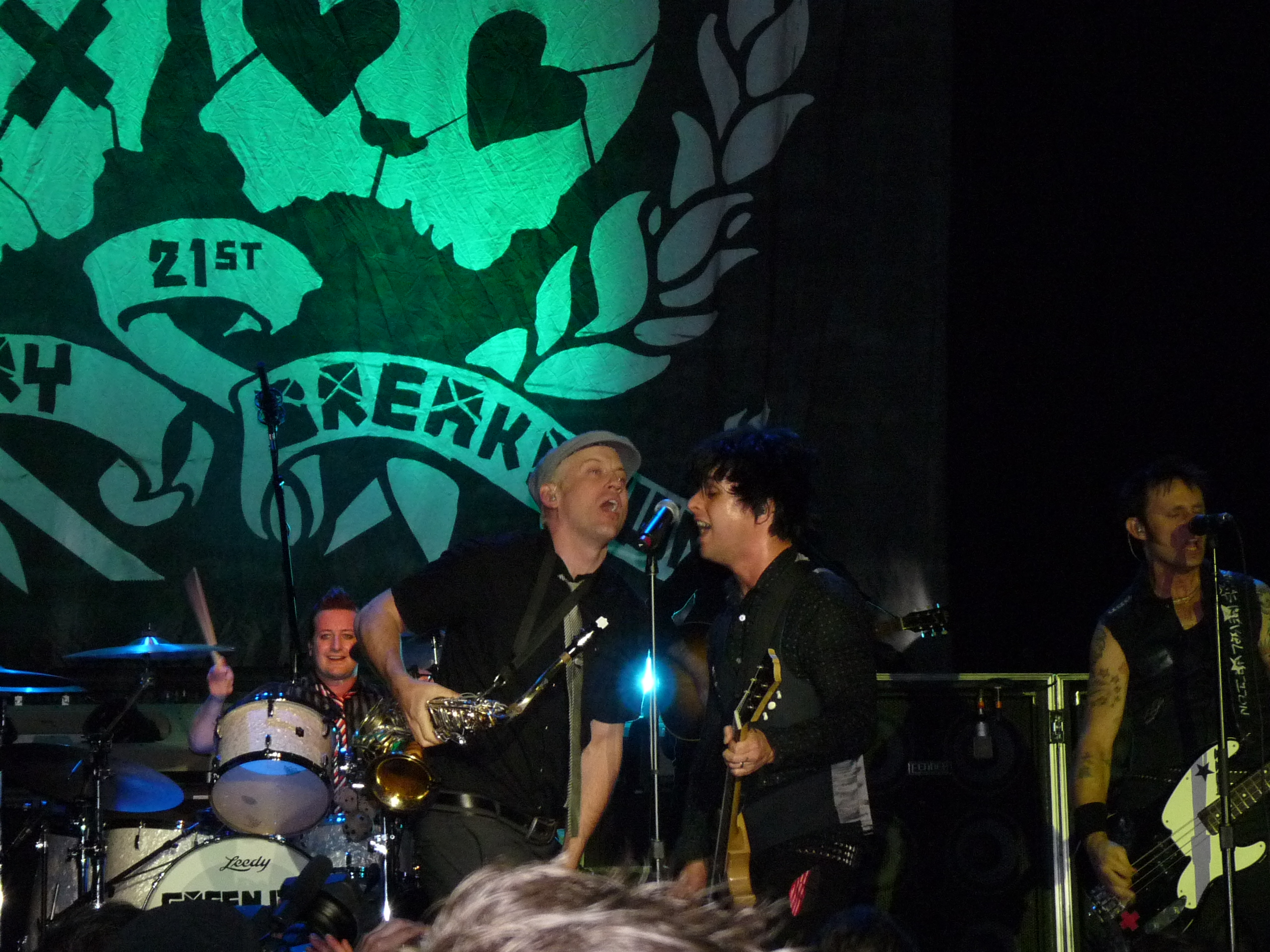
release party

21st Century Breakdown is het achtste studioalbum van de punkrockgroep Green Day. Het album is op 15 mei 2009 wereldwijd uitgekomen.
| Nr. | Titel                  | Duur |
| --- | ---------------------- | ---- |
| 2.  | 21st century breakdown | 5:09 |
| 3.  | Know your enemy        | 3:11 |
| 4.  | ¡Viva la Gloria!       | 3:31 |
| 5.  | Before the Lobotomy    | 4:37 |
| 6.  | Christian's Inferno    | 3:07 |
| 7.  | Last Night on Earth    | 3:57 |

| Nr. | Titel                          | Duur |
| --- | ------------------------------ | ---- |
| 8.  | East Jesus Nowhere             | 4:35 |
| 9.  | Peacemaker                     | 3:24 |
| 10. | Last of the American Girls     | 3:51 |
| 11. | Murder City                    | 2:54 |
| 12. | ¿Viva la Gloria? (Little Girl) | 3:48 |
| 13. | Restless Heart Syndrome        | 4:20 |

| 14.                | Horseshoes and Handgrenades                              | 3:14 |
| 15.                | The Static Age                                           | 4:17 |
| 16.                | 21 Guns                                                  | 5:21 |
| 17.                | American Eulogy (A. "Mass Hysteria" / B. "Modern World") | 4:26 |
| 18.                | See the Light                                            | 4:36 |
| Totale duur: 69:16 |                                                          |      |

## Personen
- Billie Joe Armstrong – leadzang, gitaar, piano
- Mike Dirnt – zang bij "American Eulogy, The Static Age", ondersteunende zang, basgitaar
- Tré Cool – drums en percussie

Extra:
- Jason Freese - piano
- Jason White  - Gitaar

## Hitnoteringen

### NederlandseAlbum Top 100
| Hitnotering: (Week 1 t/m 19) 23-05-2009 t/m 26-09-2009 Hitnotering (Week 20 t/m 25) 10-10-2009 t/m 14-11-2009 Hitnotering (Week 26 t/m 29) 09-01-2010 t/m 30-01-2010 Hitnotering (Week 30 t/m 49) 03-04-2010 t/m 14-08-2010 | Hitnotering: (Week 1 t/m 19) 23-05-2009 t/m 26-09-2009 Hitnotering (Week 20 t/m 25) 10-10-2009 t/m 14-11-2009 Hitnotering (Week 26 t/m 29) 09-01-2010 t/m 30-01-2010 Hitnotering (Week 30 t/m 49) 03-04-2010 t/m 14-08-2010 | Hitnotering: (Week 1 t/m 19) 23-05-2009 t/m 26-09-2009 Hitnotering (Week 20 t/m 25) 10-10-2009 t/m 14-11-2009 Hitnotering (Week 26 t/m 29) 09-01-2010 t/m 30-01-2010 Hitnotering (Week 30 t/m 49) 03-04-2010 t/m 14-08-2010 | Hitnotering: (Week 1 t/m 19) 23-05-2009 t/m 26-09-2009 Hitnotering (Week 20 t/m 25) 10-10-2009 t/m 14-11-2009 Hitnotering (Week 26 t/m 29) 09-01-2010 t/m 30-01-2010 Hitnotering (Week 30 t/m 49) 03-04-2010 t/m 14-08-2010 | Hitnotering: (Week 1 t/m 19) 23-05-2009 t/m 26-09-2009 Hitnotering (Week 20 t/m 25) 10-10-2009 t/m 14-11-2009 Hitnotering (Week 26 t/m 29) 09-01-2010 t/m 30-01-2010 Hitnotering (Week 30 t/m 49) 03-04-2010 t/m 14-08-2010 | Hitnotering: (Week 1 t/m 19) 23-05-2009 t/m 26-09-2009 Hitnotering (Week 20 t/m 25) 10-10-2009 t/m 14-11-2009 Hitnotering (Week 26 t/m 29) 09-01-2010 t/m 30-01-2010 Hitnotering (Week 30 t/m 49) 03-04-2010 t/m 14-08-2010 | Hitnotering: (Week 1 t/m 19) 23-05-2009 t/m 26-09-2009 Hitnotering (Week 20 t/m 25) 10-10-2009 t/m 14-11-2009 Hitnotering (Week 26 t/m 29) 09-01-2010 t/m 30-01-2010 Hitnotering (Week 30 t/m 49) 03-04-2010 t/m 14-08-2010 | Hitnotering: (Week 1 t/m 19) 23-05-2009 t/m 26-09-2009 Hitnotering (Week 20 t/m 25) 10-10-2009 t/m 14-11-2009 Hitnotering (Week 26 t/m 29) 09-01-2010 t/m 30-01-2010 Hitnotering (Week 30 t/m 49) 03-04-2010 t/m 14-08-2010 | Hitnotering: (Week 1 t/m 19) 23-05-2009 t/m 26-09-2009 Hitnotering (Week 20 t/m 25) 10-10-2009 t/m 14-11-2009 Hitnotering (Week 26 t/m 29) 09-01-2010 t/m 30-01-2010 Hitnotering (Week 30 t/m 49) 03-04-2010 t/m 14-08-2010 | Hitnotering: (Week 1 t/m 19) 23-05-2009 t/m 26-09-2009 Hitnotering (Week 20 t/m 25) 10-10-2009 t/m 14-11-2009 Hitnotering (Week 26 t/m 29) 09-01-2010 t/m 30-01-2010 Hitnotering (Week 30 t/m 49) 03-04-2010 t/m 14-08-2010 | Hitnotering: (Week 1 t/m 19) 23-05-2009 t/m 26-09-2009 Hitnotering (Week 20 t/m 25) 10-10-2009 t/m 14-11-2009 Hitnotering (Week 26 t/m 29) 09-01-2010 t/m 30-01-2010 Hitnotering (Week 30 t/m 49) 03-04-2010 t/m 14-08-2010 | Hitnotering: (Week 1 t/m 19) 23-05-2009 t/m 26-09-2009 Hitnotering (Week 20 t/m 25) 10-10-2009 t/m 14-11-2009 Hitnotering (Week 26 t/m 29) 09-01-2010 t/m 30-01-2010 Hitnotering (Week 30 t/m 49) 03-04-2010 t/m 14-08-2010 | Hitnotering: (Week 1 t/m 19) 23-05-2009 t/m 26-09-2009 Hitnotering (Week 20 t/m 25) 10-10-2009 t/m 14-11-2009 Hitnotering (Week 26 t/m 29) 09-01-2010 t/m 30-01-2010 Hitnotering (Week 30 t/m 49) 03-04-2010 t/m 14-08-2010 | Hitnotering: (Week 1 t/m 19) 23-05-2009 t/m 26-09-2009 Hitnotering (Week 20 t/m 25) 10-10-2009 t/m 14-11-2009 Hitnotering (Week 26 t/m 29) 09-01-2010 t/m 30-01-2010 Hitnotering (Week 30 t/m 49) 03-04-2010 t/m 14-08-2010 | Hitnotering: (Week 1 t/m 19) 23-05-2009 t/m 26-09-2009 Hitnotering (Week 20 t/m 25) 10-10-2009 t/m 14-11-2009 Hitnotering (Week 26 t/m 29) 09-01-2010 t/m 30-01-2010 Hitnotering (Week 30 t/m 49) 03-04-2010 t/m 14-08-2010 | Hitnotering: (Week 1 t/m 19) 23-05-2009 t/m 26-09-2009 Hitnotering (Week 20 t/m 25) 10-10-2009 t/m 14-11-2009 Hitnotering (Week 26 t/m 29) 09-01-2010 t/m 30-01-2010 Hitnotering (Week 30 t/m 49) 03-04-2010 t/m 14-08-2010 | Hitnotering: (Week 1 t/m 19) 23-05-2009 t/m 26-09-2009 Hitnotering (Week 20 t/m 25) 10-10-2009 t/m 14-11-2009 Hitnotering (Week 26 t/m 29) 09-01-2010 t/m 30-01-2010 Hitnotering (Week 30 t/m 49) 03-04-2010 t/m 14-08-2010 | Hitnotering: (Week 1 t/m 19) 23-05-2009 t/m 26-09-2009 Hitnotering (Week 20 t/m 25) 10-10-2009 t/m 14-11-2009 Hitnotering (Week 26 t/m 29) 09-01-2010 t/m 30-01-2010 Hitnotering (Week 30 t/m 49) 03-04-2010 t/m 14-08-2010 | Hitnotering: (Week 1 t/m 19) 23-05-2009 t/m 26-09-2009 Hitnotering (Week 20 t/m 25) 10-10-2009 t/m 14-11-2009 Hitnotering (Week 26 t/m 29) 09-01-2010 t/m 30-01-2010 Hitnotering (Week 30 t/m 49) 03-04-2010 t/m 14-08-2010 |
| Week: | 1 | 2 | 3 | 4 | 5 | 6 | 7 | 8 | 9 | 10 | 11 | 12 | 13 | 14 | 15 | 16 | 17 | 18 |
| --- | --- | --- | --- | --- | --- | --- | --- | --- | --- | --- | --- | --- | --- | --- | --- | --- | --- | --- |
| Positie: | 4 | 9 | 13 | 21 | 20 | 36 | 29 | 40 | 37 | 36 | 36 | 42 | 38 | 40 | 54 | 62 | 70 | 87 |
| Week: | 19 | | 20 | 21 | 22 | 23 | 24 | 25 | | 26 | 27 | 28 | 29 | | 30 | 31 | 32 | 33 |
| Positie: | 88 | uit | 99 | 91 | 69 | 88 | 94 | 97 | uit | 76 | 75 | 73 | 74 | uit | 89 | 77 | 99 | 75 |
| Week: | 34 | 35 | 36 | 37 | 38 | 39 | 40 | 41 | 42 | 43 | 44 | 45 | 46 | 47 | 48 | 49 | | |
| Positie: | 97 | 83 | 90 | 77 | 88 | 28 | 38 | 48 | 49 | 48 | 46 | 54 | 46 | 53 | 50 | 69 | uit | |

### VlaamseUltratop 100Albums
| Hitnotering: (Week 1 t/m 26) 23-05-2009 t/m 14-11-2009 Hitnotering (Week 27 t/m 40) 28-11-2009 t/m 27-02-2010 | Hitnotering: (Week 1 t/m 26) 23-05-2009 t/m 14-11-2009 Hitnotering (Week 27 t/m 40) 28-11-2009 t/m 27-02-2010 | Hitnotering: (Week 1 t/m 26) 23-05-2009 t/m 14-11-2009 Hitnotering (Week 27 t/m 40) 28-11-2009 t/m 27-02-2010 | Hitnotering: (Week 1 t/m 26) 23-05-2009 t/m 14-11-2009 Hitnotering (Week 27 t/m 40) 28-11-2009 t/m 27-02-2010 | Hitnotering: (Week 1 t/m 26) 23-05-2009 t/m 14-11-2009 Hitnotering (Week 27 t/m 40) 28-11-2009 t/m 27-02-2010 | Hitnotering: (Week 1 t/m 26) 23-05-2009 t/m 14-11-2009 Hitnotering (Week 27 t/m 40) 28-11-2009 t/m 27-02-2010 | Hitnotering: (Week 1 t/m 26) 23-05-2009 t/m 14-11-2009 Hitnotering (Week 27 t/m 40) 28-11-2009 t/m 27-02-2010 | Hitnotering: (Week 1 t/m 26) 23-05-2009 t/m 14-11-2009 Hitnotering (Week 27 t/m 40) 28-11-2009 t/m 27-02-2010 | Hitnotering: (Week 1 t/m 26) 23-05-2009 t/m 14-11-2009 Hitnotering (Week 27 t/m 40) 28-11-2009 t/m 27-02-2010 | Hitnotering: (Week 1 t/m 26) 23-05-2009 t/m 14-11-2009 Hitnotering (Week 27 t/m 40) 28-11-2009 t/m 27-02-2010 | Hitnotering: (Week 1 t/m 26) 23-05-2009 t/m 14-11-2009 Hitnotering (Week 27 t/m 40) 28-11-2009 t/m 27-02-2010 | Hitnotering: (Week 1 t/m 26) 23-05-2009 t/m 14-11-2009 Hitnotering (Week 27 t/m 40) 28-11-2009 t/m 27-02-2010 | Hitnotering: (Week 1 t/m 26) 23-05-2009 t/m 14-11-2009 Hitnotering (Week 27 t/m 40) 28-11-2009 t/m 27-02-2010 | Hitnotering: (Week 1 t/m 26) 23-05-2009 t/m 14-11-2009 Hitnotering (Week 27 t/m 40) 28-11-2009 t/m 27-02-2010 | Hitnotering: (Week 1 t/m 26) 23-05-2009 t/m 14-11-2009 Hitnotering (Week 27 t/m 40) 28-11-2009 t/m 27-02-2010 | Hitnotering: (Week 1 t/m 26) 23-05-2009 t/m 14-11-2009 Hitnotering (Week 27 t/m 40) 28-11-2009 t/m 27-02-2010 | Hitnotering: (Week 1 t/m 26) 23-05-2009 t/m 14-11-2009 Hitnotering (Week 27 t/m 40) 28-11-2009 t/m 27-02-2010 | Hitnotering: (Week 1 t/m 26) 23-05-2009 t/m 14-11-2009 Hitnotering (Week 27 t/m 40) 28-11-2009 t/m 27-02-2010 | Hitnotering: (Week 1 t/m 26) 23-05-2009 t/m 14-11-2009 Hitnotering (Week 27 t/m 40) 28-11-2009 t/m 27-02-2010 | Hitnotering: (Week 1 t/m 26) 23-05-2009 t/m 14-11-2009 Hitnotering (Week 27 t/m 40) 28-11-2009 t/m 27-02-2010 | Hitnotering: (Week 1 t/m 26) 23-05-2009 t/m 14-11-2009 Hitnotering (Week 27 t/m 40) 28-11-2009 t/m 27-02-2010 | Hitnotering: (Week 1 t/m 26) 23-05-2009 t/m 14-11-2009 Hitnotering (Week 27 t/m 40) 28-11-2009 t/m 27-02-2010 |
| Week: | 1 | 2 | 3 | 4 | 5 | 6 | 7 | 8 | 9 | 10 | 11 | 12 | 13 | 14 | 15 | 16 | 17 | 18 | 19 | 20 | 21 |
| --- | --- | --- | --- | --- | --- | --- | --- | --- | --- | --- | --- | --- | --- | --- | --- | --- | --- | --- | --- | --- | --- |
| Positie: | 2 | 3 | 4 | 7 | 13 | 15 | 20 | 30 | 29 | 40 | 23 | 28 | 23 | 30 | 25 | 34 | 47 | 54 | 74 | 58 | 65 |
| Week: | 22 | 23 | 24 | 25 | 26 | | 27 | 28 | 29 | 30 | 31 | 32 | 33 | 34 | 35 | 36 | 37 | 38 | 39 | 40 | |
| Positie: | 62 | 46 | 52 | 78 | 100 | uit | 71 | 66 | 70 | 75 | 68 | 61 | 53 | 49 | 50 | 54 | 49 | 66 | 64 | 65 | uit |